# Księży Lasek

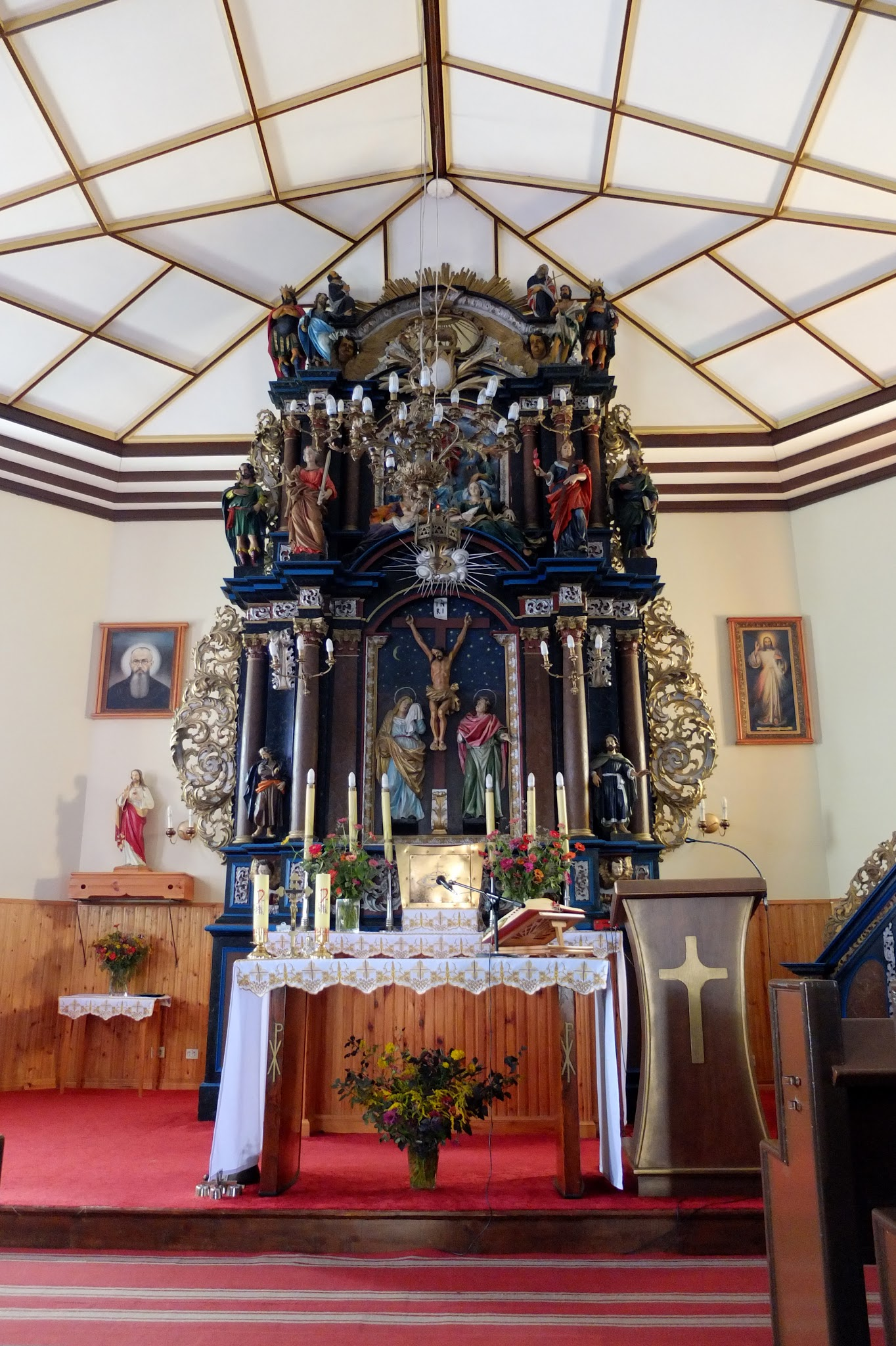
Księży Lasek – kościół – barokowy ołtarz.

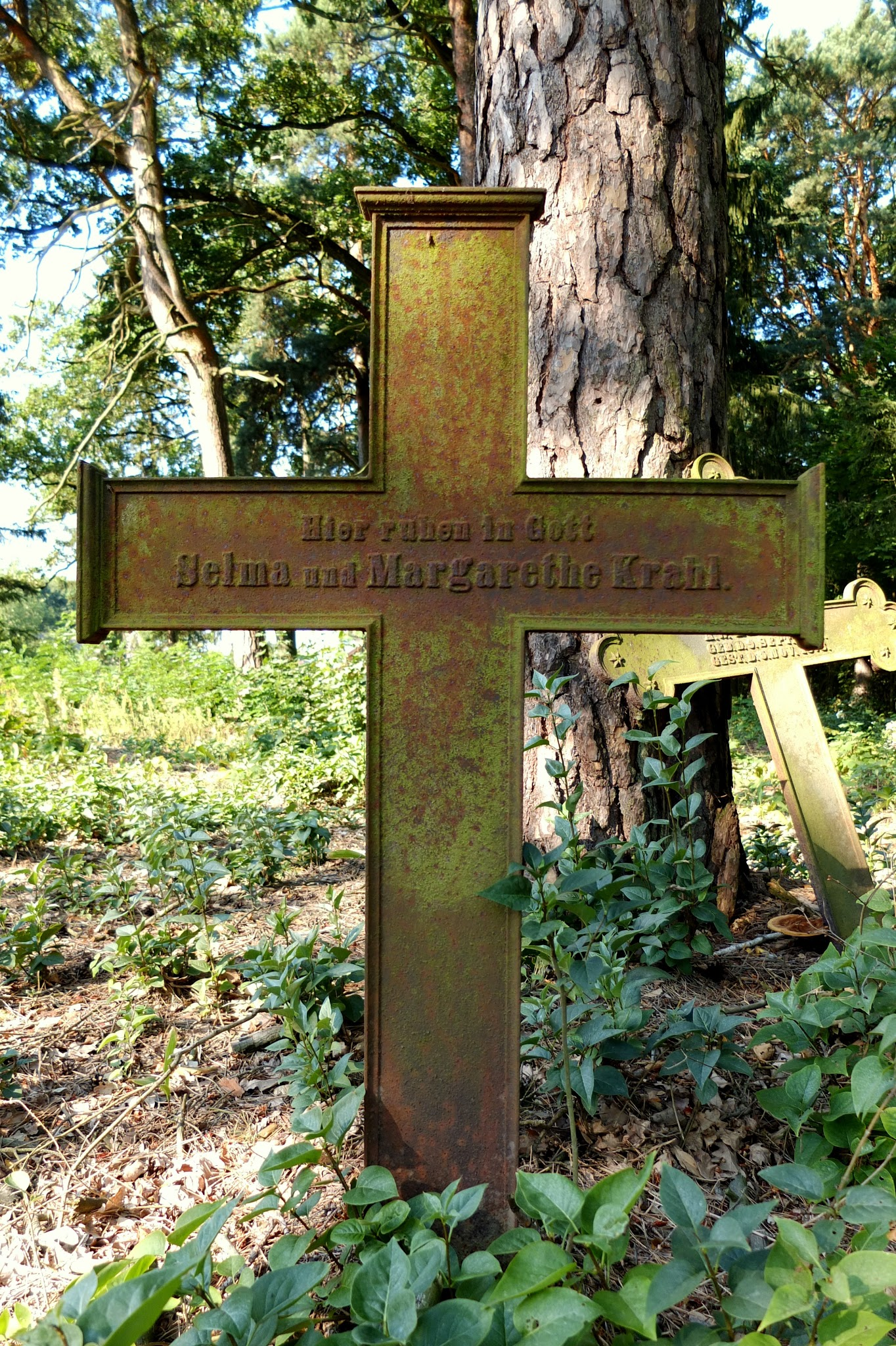
Księży Lasek – cmentarz ewangelicki z połowy XIX w.

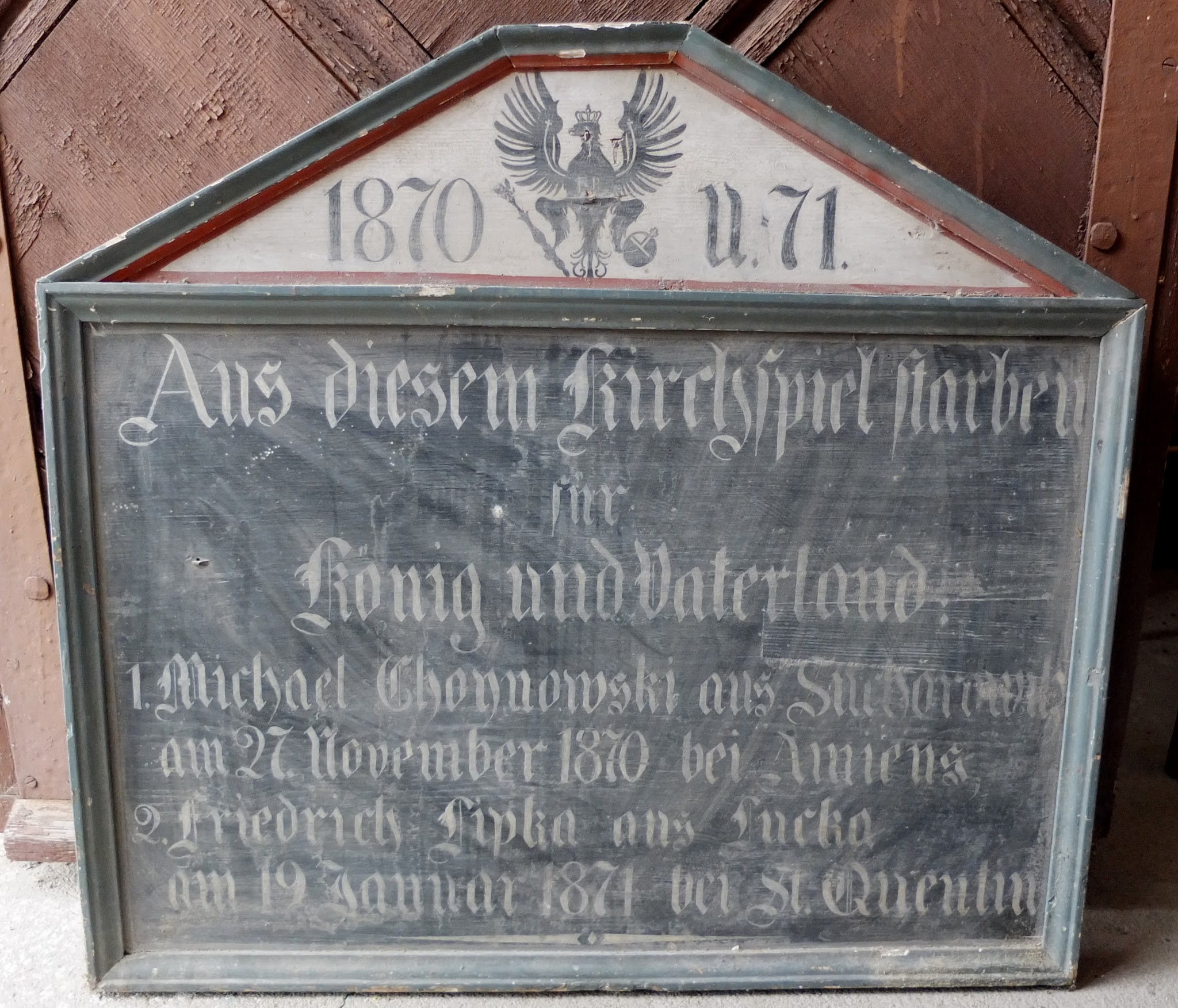
Księży Lasek – tablica z wojny 1870 – 1871.

Księży Lasek (niem. Fürstenwalde; dawn. pol. Nowa Wieś) – wieś w Polsce położona w województwie warmińsko-mazurskim, w powiecie szczycieńskim, w gminie Rozogi. W latach 1975–1998 miejscowość administracyjnie należała do województwa ostrołęckiego.

## Historia wsi
Wieś założona w ramach osadnictwa szkatułowego w 1775 r. pod nazwą Nowa Wieś, (osada wzmiankowana już w 1766 r.) przy dawnej granicy Prus. W 1782 r. we wsi było 21 domów, natomiast w 1939 r. we wsi było 500 mieszkańców.
W 1816 utworzono tu nową parafię luterańską, aby przeciwdziałać sekcie „świętych”. Toepen podaje, że sekta ta występowała w 1811 m.in.: w Wawrochach, Lipowcu, Klonie, Wilamowie. Wyznawcy tej sekty nie uznawali instytucji Kościoła. Pastor luterański z Berlina F.S. Oldenberg w 1865 pisał o sekcie „świętych”, że pochodzi z dawno minionych czasów. Przypuszczać można, że byli to potomkowie braci polskich w Prusach.
Wraz z założeniem parafii wybudowano drewniany kościół. W 1928 r. wybudowano nowy, murowany, z wieżą. Barokowe wyposażenie pochodzi z kościoła w Rozogach. W kościele znajdują się (obecnie nie są eksponowane) trzy tablice poświęcone mieszkańcom parafii poległym w wojnach z lat 1866 i 1870-71 oraz w I wojnie światowej.
Przy wsi, przy drodze na Myszyniec duży cmentarz z zachowanymi żeliwnymi krzyżami. W północno-wschodniej części cmentarza kwatera wojenna, w której spoczywa 5 żołnierzy armii niemieckiej i 10 żołnierzy armii rosyjskiej.
W XIX w. w Księżym Lasku istniała szkoła dwuwyznaniowa. 
- Max Toeppen „Historia Mazur”, Wspólnota Kulturowa Borussia, Olsztyn, 1995, ISBN 83-900380-3-X.
- Iwona Liżewska, Wiktor Knercer: Przewodnik po historii i zabytkach Ziemi Szczycieńskiej. Olsztyn, Agencja Wydawnicza „Remix” s.c., 1998, 171 str., ISBN 83-87031-13-5